# Gestion électronique des données et documents techniques
À l’origine, l'acronyme GEDT (gestion électronique de données/documents techniques) fait référence aux systèmes de gestion de données techniques (SGDT). Il s'agit d'outils informatiques permettant de structurer, partager, sécuriser les données liées à la conception de Produit notamment les fichiers CAO (conception assistée par ordinateur) et les nomenclatures de conception.
Aujourd'hui, le sigle GEDT peut être utilisé par certains éditeurs de logiciels avec une signification légèrement différente. GEDT est alors défini sous l'angle GED technique et fait référence aux solutions de gestion électronique des documents (GED).
Dans ce cas, le T pour « technique » désigne un usage particulier du logiciel qui se destine principalement aux entreprises industrielles. Ces dernières ont besoin de gérer une volume important de documents liés à la conception puis à la fabrication et la maintenance des produits : spécifications, fiches techniques, plans, fiches de montage, manuels…
Les solutions de GEDT constituent un référentiel documentaire unique pour gérer le cycle de vie des produits.  Interfacées avec un système CAO ou ERP, elles permettent de réduire les temps de mise sur le marché de nouveaux produits et d'améliorer le niveau de Qualité en fluidifiant les échanges d'information entre les différents services : bureau d'études, méthode, R&D, production, achats, SAV…

## Solutions connexes
- Product lifecycle management (PLM)
- Système de gestion de données techniques (SGDT)
- Gestion électronique des documents (GED)